# Teatro Florida (Estados Unidos)
El Teatro Florida  (en inglés: Florida Theatre) es un teatro histórico ubicado en la 128 Este de la Calle Forsyth en Jacksonville, Florida, Estados Unidos. El teatro es uno de los cuatro palacios restantes de películas de gran estilo construido en Florida durante el auge del Renacimiento Mediterráneo arquitectónico de la década de 1920 (los otros tres son el Teatro Saenger en Pensacola, el Teatro de Polk en Lakeland y el Teatro de Tampa en Tampa). Inaugurado en 1927, fue introducido en el Registro Nacional de EE. UU. de Lugares Históricos el 4 de noviembre de 1982. El 18 de abril de 2012, la Florida capítulo AIA colocó el edificio en su lista de arquitectura de Florida: 100 años. 100 lugares.